# Dominika Zamara
Dominika Zamara (Breslavia, 11 de agosto de 1981) es una soprano polaca, con perfeccionamiento artístico en Italia.

## Biografía
En 2006
- Gana una beca para el Conservatorio Estatal de Verona.
- Desarrolla clases magistrales con los Maestros: Bruno Pola, Alida Ferrarini, Enrico De Mori, Mario Melani y Alessandra Althoff Pugliese.
En 2007
- Se gradúa con honores en la Wroclaw Music University.
En 2008 y 2009
- Realiza una gira por Francia con el sobresaliente organista Fabrice Pitrois.
- Canta en el National Theater in Montenegro con la presencia del presidente de Montenegro, con cobertura de televisión en vivo.
- Hace su debut en Padua con el papel de Mimì de la ópera La Boheme di G. Puccini.
- Canta en Bari en el papel de Giorgetta en la primera parte del "Tríptico" de la ópera Il Tabarro de G. Puccini
- Además brinda numerosos conciertos acompañada por la Orquesta Sinfónica conducida por el director italiano Maestro Enrico De Mori.
En 2010
- Da conciertos en Viena, cantando recitales con el pianista Caesar Kwapisz, con un repertorio compuesto por arias de la ópera italiana y canciones de compositores románticos polacos.
- También interpreta las obras sacras de "Gloria" y "Laudate pueri" de Antonio Vivaldi, con conciertos durante el Festival_Internacional_de_Cine_de_Venecia y en la Biennale y en muchas ciudades italianas acompañada por la Orquesta Sinfónica dirigida por el Maestro Paolo Fumei.
En 2011
- Canta la parte principal del estreno mundial de la ópera "Un Tramonto" de Gaetano Coronaro, bajo la dirección del Maestro Stefano Carlini, en el Teatro Olímpico di Vicenza en Italia.
- También brinda numerosos conciertos, recitales y festivales de ópera cantando en la mayor parte de Europa: en toda Italia, Francia durante el Festival de Música Sacra, con el organista Fabrice Petroise, en Austria (Viena y Salzburgo), Polonia, Alemania, Inglaterra, La Palma en España.
En 2012
- Interpreta el papel de Silvia en la ópera Zanetto de P. Mascagni en Vicenza.
- Luego hace su debut en los Estados Unidos en el Warner Grand Theatre de Los Ángeles, actuando con la compositora de Disney Maria Newman y la Chamber Orchestra de Hollywood.
- También da conciertos en Malibu, New York y Eureka Springs en Arkansas con la orquesta sinfónica internacional dirigida por el Maestro Thomas Chun-yu Chen y en el Festival de Música de Cica en Dallas.
En 2013
- Canta en Roma durante la Gran Gala de Beneficencia: "Un corazón para todos, todos para un corazón" en el Teatro Orione con grandes nombres de la escena italiana, Este evento se difundió por televisión.
- Interpreta obras de mùsica sacra en Pietrelcina, en la Basílica del Padre Pío acompañado por el Maestro Vince Tempera.
- Durante la Gran Gala de Viena, Austria recibe el premio Zlote Sowa -un Oscar europeo en la categoría de música-, por sus sobresalientes logros artísticos en música clásica.
- En Italia interpreta el papel de Rosina en la ópera Il Barbiere di Siviglia de G. Rossini dirigida por el Maestro Paolo Fumei.
- Realiza una gira por los Estados Unidos interpretando arias de ópera con arreglos para guitarra clásica y música contemporánea con el profesor y guitarrista clàsico Stanley Alexandrowicz, efectuando conciertos en Boston, Washington, Princeton, New York, Filadelfia y Baltimore.
En Dallas (Texas) canta arias de Puccini con una orquesta sinfónica en el importante Cica Music Festival. Debuta dentro del prestigioso Lincoln Center de Nueva York en el David Geffen (Avery Fisher) Hall, con una orquesta de 134 miembros. Este concierto fue presentado por Kevin Spacey vencedor de dos premios Oscar.
- En Italia interpreta el papel principal de Serpina en la ópera La Serva Padrona de G. B. Pergolesi en muchos teatros de ópera acompañada por la orquesta conducida por el Maestro Claudio Colmanet.
- En Morcone (BV) recibe el Premio Internacional Padre Pio por sus logros artísticos.
En 2014
- Interpreta el papel principal en la ópera contemporánea La Serva di Padova de Vincenzo Faggiano, en el Teatro Verdi en Padua.
- Graba para la televisión (TV CREMONA) el concierto: Laudate Pueri de A. Vivaldi y Exultate Jubilate di W. A. Mozart, con la orquesta La Certosa bajo la dirección del Maestro Paolo Fumei. Un DVD de este concierto fue producido por el mismo canal de televisión.
- Canta en el festival de música clásica Evmelia en Grecia con el pianista Ramzi Shomali.
- Brinda conciertos del Stabat Mater de G. B. Pergolesi en iglesias de Italia junto con la orquesta La Certosa dirigida por el Maestro Paolo Fumei.
- En Cremona, recibe el premio A.N.L.A.I. 2014.
- Realiza conciertos en New York y New Jersey con la Orquesta Barroca de Nueva Jersey, dirigida por el Maestro Robert W. Butts,
- Debuta en America Latina cantando en Méjico en uno de los teatros latinoamericanos más importantes, el Salón Manuel M. Ponce con el pianista Alejandro Barranón.
En 2015
- Interpreta el papel de Serpina en la ópera La Serva Padrona G. B. Pergolesi en el prestigioso Teatro San Domenico en la ciudad de Crema (CR) bajo la dirección del Maestro Robert W. Butts.
- Canta en Roma en la sala acádémica de conciertos del Instituto Pontificio de Música Sacra en presencia de los cardenales del Vaticano.
- También canta un recital para Cremona 1 Televisión acompañada en el piano por el Maestro Andrea Musso.
- Realiza una gira por China con las arias de Verdi y Puccini junto con la orquesta sinfónica de Zhuhai dirigida por el Maestro Thomas Chun-yu Chen.
- Canta en la Catedral de San Rufino de Asis, durante el Festival Assori Suono Sacro, bajo la dirección del Maestro Roberto Miele del Teatro La Scala de Milán, El concierto fue transmitido por la TV italiana RAI.
- Canta en el Festival Cracovia Noche Sacra.
- Interpreta el papel de Serpina en la ópera de Pergolesi "La serva Padrona" en el Teatro de la Ópera de Nueva Jersey (EE.UU.) con la dirección del Maestro Robert W. Butts.
- Canta en la Embajada de Polonia en Roma con la presencia del Presidente de la República Polaca, Andrzej Duda.
En 2016
- Se presenta en el concierto polaco-americano de canciones navideñas en la iglesia Nuestra Señora del Perpetuo Socorro en Roma.
- Inicia una gira por Corea del Sur realizando un concierto en el Royal Azalea Blossom Festival Final Concert, con la Orquesta Filarmónica Prime en Seoul y una orquesta sinfónica conducida por el Maestro Daniel Park en Busan.
- En Italia, inaugura un recital internacional en el Festival Biennale Arte Dolomiti.
- Actùa en Asís Festival Assisi Suono Sacro.
- Actùa en el Festival Noche Sacra de Cracovia durante las Jornadas Mundiales de la Juventud con la presencia del papa Francisco, acompañada por el flautista Andrea Ceccomori.
- Vuelve a New Jersey (USA) interpretando el papel de Susanna en la ópera Las bodas de Fígaro de W. A. Mozart dirigida por el Maestro Robert W. Butts para la apertura del Summer Opera Music Festival,
- Actùa en la temporada del Henryk Wieniawski Teatro Filarmonico de Lublin en Polonia.
En 2017
- Brinda un concierto benéfico en el Teatro San Carlino, en Brescia para la televisión italiana.
- Actúa en el Festival Mozart Nacht und Tag IX en Turín.
- Actúa en el Santuario de San Michele Arcangelo di Foggia (Patrimonio Unesco) donde recibe la escultura premio internacional del Árbol de la Vida concedido por sus logros artísticos sobresalientes en Italia,
- Recibe el título de Vice Presidenta Honoraria de la Fundación International Acceptus Mundi Onlus.
- En Rumania graba un DVD (AA VV.) con la Ploiești Philharmonic Orchestra dirigida por el Maestro Samer Hatoum.
- Inaugura el Festival "Chopin Forever" con un recital en San Gemini.
- Canta en el Festival Internazionale Asisa de Madrid acompañada al piano por el Maestro Franco Moro con la presencia del pianista Joaquín Achúcarro,
- En Tallinn, Estonia canta en el Alion Baltic Music Festival con la orquesta sinfónica conducida por el Maestro Grigory Soroko.
- Participa nuevamente en el Festival Noc Cracovia Sacra Cracovia Noche Sacra en Cracovia, Polonia. 
- Actúa en el Festival of Música Sacra en Sigean, Francia.
- Actúa en el Olsztyn, Polonia para el Jacob's Concert con la compañía de los músicos virtuosos Jarosław Ciecierski y Silvano Rodi evento televisado por TVP Olsztyn.
Además de sus actuaciones, trabaja como instructora de canto lírico en la Accademia Musicale La Certosa de Nervesa della Battaglia

### Repertorio
Su repertorio abarca desde el Barroco al Contemporáneo e incluye obras completas, música sacra, y lieder.
Canta en italiano, francés, inglés, polaco, alemán, ruso, checo, eslovaco y latín.

## Discografía
- 2009 - DREAMS
- 2012 - LIFE - producido por Edit Music Italy
- 2015 - IVAN PADOVEC, works for soprano and guitar - producido por Sheva Collection

### DVD
- Il Concerto - producido por Cremona1

## Otras actividades
.